# 칼미크인 강제이주
칼미크인 강제 추방(러시아어: Депортация калмыков 데포르타치야 칼므코프[*]; 암호명 《울루스》 작전)은 집단 학살 목표로 1943년 12월부터 소련 시대 말까지 소련 정부가 러시아의 영토에 거주했던 소수 민족이자 칼미크인 집단적으로 살해하고 시베리아의 여러 지역으로 강제 추방한 사건이다. 이 사건을 현대 러시아는 죄로 보이지만, 인도에 반한 죄로 인정하지 않고 있다.

## 같이 보기
- 소련의 강제이주
- 소련이 저지른 전쟁 범죄
- 법난
- 칼미키야의 불교